# Saint-Sorlin-de-Morestel
Saint-Sorlin-de-Morestel es una comuna francesa situada en el departamento de Isère, en la región de Auvernia-Ródano-Alpes.

## Demografía
| 362 | 338 | 316 | 388 | 423 | 448 | 610 |
| Para los censos de 1962 a 1999 la población legal corresponde a la población sin duplicidades (Fuente: INSEE [Consultar]) |     |     |     |     |     |     |